# Фолкнер, Дэвид
Дэвид Эндрю Винсент Фолкнер (англ. David Andrew Vincent Faulkner, род. 10 сентября 1962, Портсмут, Гэмпшир) — английский и британский хоккеист (хоккей на траве), защитник. Олимпийский чемпион 1988 года, серебряный призёр чемпионата мира 1986 года, серебряный призёр чемпионата Европы 1987 года.

## Биография
Дэвид Фолкнер родился 10 сентября 1962 года в британском городе Портсмут в Англии.
Играл в хоккей на траве за «Хавант», был капитаном команды. В 1988 году в его составе стал серебряным призёром чемпионата Англии.
В 1982 году дебютировал в составе сборной Англии в матче против ФРГ.
В 1986 году в составе сборной Англии завоевал серебряную медаль чемпионата мира в Лондоне.
В 1987 году в составе сборной Англии завоевал серебряную медаль чемпионата Европы в Москве.
В 1988 году вошёл в состав сборной Великобритании по хоккею на траве на летних Олимпийских играх в Сеуле и завоевал золотую медаль. Играл на позиции защитника, провёл 7 матчей, мячей не забивал.
В том же году был признан лучшим хоккеистом Великобритании, опередив на один голос Шона Керли и Ричарда Доддса.
В течение карьеры провёл за сборную Великобритании 69 матчей, за сборную Англии — 81 матч.
После окончания игровой карьеры работал спортивным директором в Британской и Английской федерациях хоккея на траве. Был спортивным директором в школе Миллфилд. С апреля 2017 года курирует женское направление в Английской футбольной ассоциации.
В 2021 году за заслуги перед спортом стал членом Ордена Британской империи.

## Семья
Сыновья Саймон и Дэниел также играют в хоккей на траве в чемпионате Англии, выступали за юношеские сборные Англии и Великобритании.